# آنتونیو بلیکنی
آنتونیو بلیکنی (انگلیسی: Antonio Blakeney؛ زادهٔ ۴ اکتبر ۱۹۹۶) بازیکن بسکتبال اهل ایالات متحده آمریکا است.